# Alfred Neuland
Alfred Karl Neuland (10 de outubro de 1895, em Valga – 16 de novembro de 1966, em Tallinn) foi um halterofilista da Estônia.
Alfred Neuland foi campeão olímpico em 1920, na categoria até 67,5 kg, com a marca de 257,5 kg no total combinado (72,5 kg no arranque com uma mão, 75 kg no arremesso com uma mão [provas depois abolidas] e 110 kg no arremesso com duas mão [que permaneceu como um dos movimento-padrão do halterofilismo]).
Nos Jogos Olímpicos de 1924, Alfred Neuland competiu na categoria até 75 kg e ficou com a prata, com 455 kg no total combinado: 82,5 kg no arranque com uma mão, 90 kg no arremesso com uma mão (provas abolidas), 77,5 kg no desenvolvimento militar, 82,5 kg no arranque e 115 kg no arremesso (estas três últimas provas com as duas mãos, sendo que o arranque e o arremesso se tornaram os únicos movimentos-padrão do halterofilismo).